# Rychtář (pivo)
Rychtář je pivo vyráběné v pivovaru Rychtář v Hlinsku. Jeho výroba zde probíhá již od roku 1913.

## Druhy piv
V pivovaru jsou vyráběny následující druhy piv (rok 2022)
- Rychtář Fojt - světlé výčepní pivo (obsah alkoholu 4,0% obj.)
- Rychtář Grunt - světlý ležák (obsah alkoholu 4,6 %)
- Rychtář Premium - světlý ležák (obsah alkoholu 5,0 %)
- Rychtář Natur - světlý nefiltrovaný ležák (obsah alkoholu 4,8 %)
- Rychtář Rataj - světlý ležák (obsah alkoholu 5,0 %)